# Alloeodres
Alloeodres is een geslacht van wantsen uit de familie van de Tingidae (Netwantsen). Het geslacht werd voor het eerst wetenschappelijk beschreven door Carl John Drake in 1961.

## Soorten
Het genus is monotypisch en bevat alleen de volgende soort:

- Alloeodres davao Drake, 1961